# Emilian Bold
Emilian Bold (n. 20 noiembrie 1925, Bădiceni, jud. Soroca, astăzi în Republica Moldova) este un profesor universitar și istoric român.

## Biografie
Studiile primare și secundare le urmează în localitatea Luncavița, județul Tulcea, unde s-a retras alături de familia sa după ocupația străină a Basarabiei (azi Republica Moldova). În condițiile grele ale războiului, continuă studiile în cadrul Seminarului Teologic „Sf. Andrei” din Galați, și mai apoi își susține examenul de bacalaureat la  Liceul „Vasile Alecsandri” din Galați. După terminarea liceului se angajează ca pedagog la un liceu, confruntat de greutățile materiale. În 1950 se mută la Iași unde va începe cursurile la Facultatea de Istorie a Universității „Alexandru Ioan Cuza”. Își susține doctoratul în anul 1969 cu o teză de mare valoare, publicată mai târziu și la editura „Junimea”, sub titlul „De la Versailles la Lausanne”. În anul 1975 devine profesor universitar.
Este specialist în istoria contemporană a României și a contribuit cu lucrări originale cu privire la datoria externă și problema reparațiilor de război ale României din perioada 1919 - 1933. Se ocupă, de asemenea, și cu numismatica.
A publicat peste 100 de lucrări științifice.
A primit premiul Academiei Române pentru volumul „ Din istoria relațiilor internaționale între anii 1919 – 1933 și poziția României ” (1991).
În 2008 a devenit cetățean de onoare al comunei Luncavița, jud. Tulcea.

## Lucrări publicate
- De la Versailles la Lausanne (1919 – 1932) – activitatea diplomației românești în problema reparațiilor de război  (teză de doctorat), Iași, Editura Junimea, 1976
- Diplomația de conferințe. Din istoria relațiilor internaționale între anii 1919 – 1933 și poziția României, Iași, Junimea, 1991
- Din istoria celui de-al doilea război mondial – războiul de iarnă sovieto-finlandez (30 noiembrie 1939 – 12 martie 1940), Iași: Universitas XXI, 2002
- Finlanda – țara celor 1.000 de lacuri (schiță istorică), Iași, Universitas XXI, 2004
- Iașul contemporan. Scurt istoric, 1918-1969, Iași, 1969
- Aspecte ale situației României burghezo-moșierești între anii 1920-1921, în "Studii și cercetări ștințifice Iași", VIII, 1957
- Contribuții la cunoașterea situației din Moldova în timpul retragerii, în "Analele ștințifice ale Universității A. I. Cuza-Iași" , V, 1959
- Contribuții la cunoașterea împrejurărilor în care au fost contractate de România împrumuturile de stat din anii 1929 ,și 1931,în "Analele ștințifice ale Universității A. I. Cuza-Iași"  , IX, 1963
- Unele probleme privind participarea delegației române la conferința Păcii. ( 1919-1920 ), în "Analele ștințifice ale Universității A. I. Cuza-Iași", XIV,1968
- România și problema reparaților de la conferința de la Spa la planul Dawes, în  "Analele ștințifice ale Universității A. I. Cuza-Iași", XV, 1969.